# Dragalj
Dragalj (en serbe cyrillique : Драгаљ) est un village du sud-ouest du Monténégro, dans la municipalité de Kotor.

## Démographie

### Évolution historique de la population
| 1948 | 1953 | 1961 | 1971 | 1981 | 1991 | 2003 |
| ---- | ---- | ---- | ---- | ---- | ---- | ---- |
| 257  | 258  | 203  | 136  | 96   | 36   | 32   |